# 黑豆娘鱼
黑豆娘鱼（学名：Abudefduf melas）为雀鲷科豆娘鱼属的鱼类。分布于红海、印度洋非洲东岸至太平洋中部、北至日本、台湾岛以及南海诸岛等。该物种的模式产地在爪哇。